# Kickar - Singlar 1981-1987
Kickar är en singelsamling som innehåller några av Rymdimperiets och Imperiets singlar släppta mellan åren 1981 och 1987. Samlingen har släppts på LP, CD och kassett. Första utgåvan släpptes 1990 på skivbolaget Mistlur.

## Låtlista
1. Vad pojkar vill ha
2. Alltid attack
3. Felrättsnettheltfelrättsnett
4. Alltid rött, alltid rätt
5. Du ska va president
6. Fred
7. Min maskin
8. Kom kom
9. Var e vargen
10. Saker som hon gör
11. 19hundra80sju
12. Rock 'n' roll e död
13. Golva mej
14. Vad tror du hon vill ha?
15. Afrika
16. Den nya dansmusiken
17. De e inget under

Spår 13-17 finns endast med på cd-utgåvan.

## Listplaceringar
| Lista (1991) | Topplacering |
| ------------ | ------------ |
| Sverige      | 33           |